# Rhyacophila curtior
Rhyacophila curtior är en nattsländeart som beskrevs av Schmid 1970. Rhyacophila curtior ingår i släktet Rhyacophila och familjen rovnattsländor. Inga underarter finns listade i Catalogue of Life.